# مصلحة ذاتية مستنيرة
مصلحة ذاتية مستنيرة هي فلسفة أخلاقية تقول أن الأفراد الذين يتصرفون من أجل مصلحة الآخرين (أو مصلحة جماعة من مجموعات التي ينتمون إليها) يحصلون بالمحصلة على نفع ذاتي. وتأتي هذه الفلسفة من فكرة بسيطة وهي أنه يمكن للفرد، أو المجموعة أو لمنظمة أن «تحسن صنعًا عندما تقدم عملًا خيرًا» (بالإنجليزية: do well by doing good")‏ 

## التسمية
أتت التسمية من المصطلح "Enlighted Self-interest" الإنكليزي والمؤلفة من كلمة "Enlightenment" والتي تعني «استنارة» والجملة "Self-interest" والتي تعني مصلحة ذاتية. ويمكن ترجمتها إلى مصطلحات أخرى مثل «مصلحة ذاتية مسؤولة» أو «مصلحة شخصية مستنيرة».

## مواضيع ذات علاقة

### مصلحة ذاتية غير مستنيرة
وهي نقيض فكرة المصلحة الذاتية المستنيرة هي الجشع والتي تصف الحالات التي يقوم بها الأفراد بالتركيز على المصلحة الشخصية بدافع الأنانية والتي تؤدي إلى مضرة عامة.

### المتعة المؤجلة
إتباع فلسفة المصلحة الذاتية المستنيرة تتناول الخسارة على المدى القريب مقابل الربح في المدى البعيد. وهذا ما يسمى بالمتعة أو المصلحة المؤجلة.

### الإيثار
تختلف المصلحة الذتية المستنيرة عن الإثارية والتي‘بأساسها، لا تحصل على منفعة خاصة لا في المدى القريب أو على المدى البعيد.

### أنانية عقلانية
الأنانية العقلانية تركز على المنفعة الشخصية وتحقيق الأهداف الشخصية. ويمكن أن تحقق مصلحة عامة ولكن ليس بالضرورة.